# Municipio de Albion (Indiana)
El municipio de Albion (en inglés: Albion Township) es un municipio ubicado en el condado de Noble en el estado estadounidense de Indiana. En el año 2010 tenía una población de 2456 habitantes y una densidad poblacional de 242,21 personas por km².

## Geografía
El municipio de Albion se encuentra ubicado en las coordenadas 41°23′46″N 85°25′29″O / 41.39611, -85.42472. Según la Oficina del Censo de los Estados Unidos, el municipio tiene una superficie total de 10.14 km², de la cual 9,95 km² corresponden a tierra firme y (1,89 %) 0,19 km² es agua.

## Demografía
Según el censo de 2010, había 2456 personas residiendo en el municipio de Albion. La densidad de población era de 242,21 hab./km². De los 2456 habitantes, el municipio de Albion estaba compuesto por el 97,48 % blancos, el 0,37 % eran afroamericanos, el 0,16 % eran amerindios, el 0,37 % eran asiáticos, el 0,57 % eran de otras razas y el 1,06 % eran de una mezcla de razas. Del total de la población el 3,05 % eran hispanos o latinos de cualquier raza.